# Naprawa przez wycinanie zasady

Schemat BER.

Naprawa przez wycinanie zasady (BER, ang. base excision repair) – mechanizm naprawy DNA w komórkach mający na celu usuwanie uszkodzeń pojedynczych zasad DNA podczas replikacji DNA. Naprawa błędów jest konieczna, aby uniknąć wprowadzania mutacji podczas replikacji.
Pojedyncze zasady w DNA mogą być modyfikowane chemicznie, np. przez deaminację czy alkilację, co powoduje niewłaściwe parowanie zasad, a w konsekwencji wprowadzenie mutacji w DNA. Naprawa przez wycinanie zasady polega na wycięciu zmutowanej zasady z helisy DNA i jej naprawę. W procesie biorą udział dwa typy enzymów, glikozylazy DNA i endonukleazy AP. Glikozylaza DNA przecina wiązanie β-N glikozydowe między uszkodzoną zasadą a cząsteczką deoksyrybozy, tworząc miejsce apurynowe/apirymidynowe. Endonukleaza AP rozpoznaje to miejsce i nacina DNA w kierunku 5' od miejsca AP tworząc wolny koniec 3'-OH. Polimeraza DNA, Pol I, wydłuża nić DNA od wolnego końca 3'-OH wykorzystując aktywność egzonukleazy do zastąpienia nukleotydu z uszkodzoną zasadą oraz kilku następnych. Następnie nowa nić jest łączona ze starą za pomocą ligazy DNA.
Istnieją glikozylazy monofunkcyjne, oraz glikozylazy dwufunkcyjne – oprócz przecinania wiązań N-glikozydowych mają też właściwości liazowe i usuwają miejsca AP na drodze β-eliminacji, pozostawiając jednonukleotydową lukę w DNA.